# Цеґельня (Плоцький повіт)
Цеґельня (пол. Cegielnia) — село в Польщі, у гміні Брудзень-Дужий Плоцького повіту Мазовецького воєводства.
Населення — 94 особи (2011).
У 1975-1998 роках село належало до Плоцького воєводства.

## Демографія
Демографічна структура станом на 31 березня 2011 року:
|          | Загалом | Допрацездатний вік | Працездатний вік | Постпрацездатний вік |
| -------- | ------- | ------------------ | ---------------- | -------------------- |
| Чоловіки | 54      | 13                 | 38               | 3                    |
| Жінки    | 40      | 6                  | 22               | 12                   |
| Разом    | 94      | 19                 | 60               | 15                   |